# Муса Куса
Муса Куса (арап. موسى كوسا; Бенгази, Либија, 1949) био је либијски политичар и дипломата.
Био је дугогодишњи шеф либијске обавјештајне службе, од 1994. до 2009. године. Дана 4. марта 2009. именован је за секретара Општег народног комитета за иностране послове и међународну сарадњу. Дана 30. марта 2011, током Рата у Либији, поднио је оставку и отпутовао у Уједињено Краљевство.

## Каријера
Муса Куса је радио као савјетник за безбједност за либијске амбасаде у Европи прије него што је 1980. године био именован за либијског амбасадора у Уједињеном Краљевству. Протјеран је одатле исте године након његове контроверзне изјаве да либијска влада планира да елиминише два политичка противника који живе у Уједињеном Краљевству.
Касније, служио је као помоћник секретара Општег народног комитета за иностране послове и међународну сарадњу од 1992. до 1994, и као шеф обавјештајне службе од 1994. до 2009. године.
Дана 4. марта 2009. Муса Куса је именован за секретара Општег народног комитета за иностране послове и међународну сарадњу замјенивши Абдела Рахмана Шалгама.

## Оставка
Након што је Муса Куса отпутовао из Триполија и дошао у град Тунис, портпарол туниске владе је рекао да је он дошао у „приватну посјету“. Дана 30. марта 2011. одлетио је са острва Ђерба у Уједињено Краљевство. Портпарол либијске владе Муса Ибрахим је првобитно тврдио да Муса Куса није поднио оставку. Британско министарство спољних послова је издало службено саопштење да је Муса Куса добровољно допутовао у Уједињено Краљевство и поднио оставку у либијској влади.